# Белмонти (район)
Белмо́нти (порт. Belmonte) — район (фрегезия) в Португалии, входит в округ Каштелу-Бранку. Является составной частью муниципалитета Белмонти. По старому административному делению входил в провинцию Бейра-Байша. Входит в экономико-статистический субрегион Кова-да-Бейра, который входит в Центральный регион. Население составляет 3227 человек на 2001 год. Занимает площадь 27,32 км².
Покровителем района считается Иаков Зеведеев (порт. São Tiago).

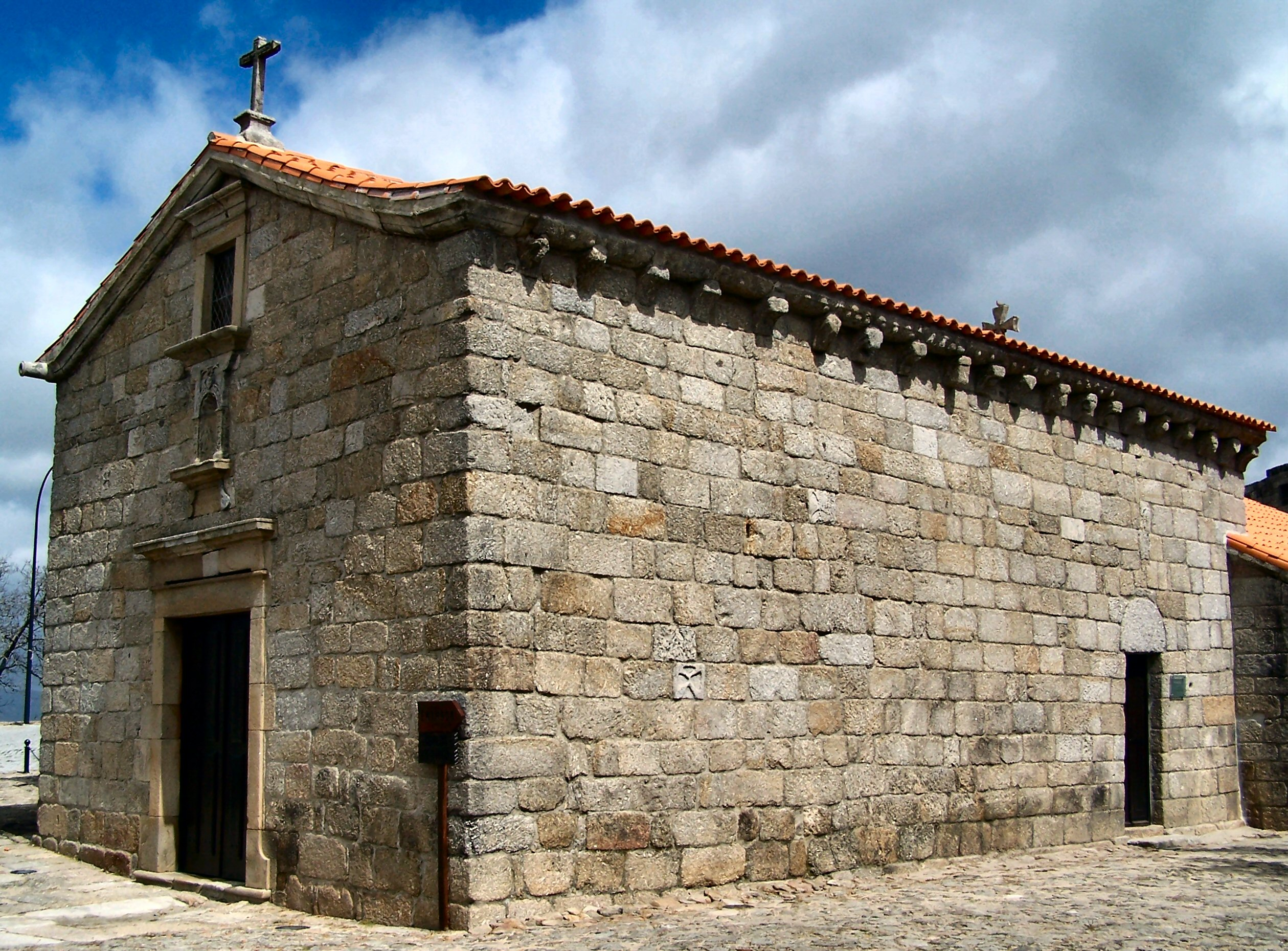
Собор

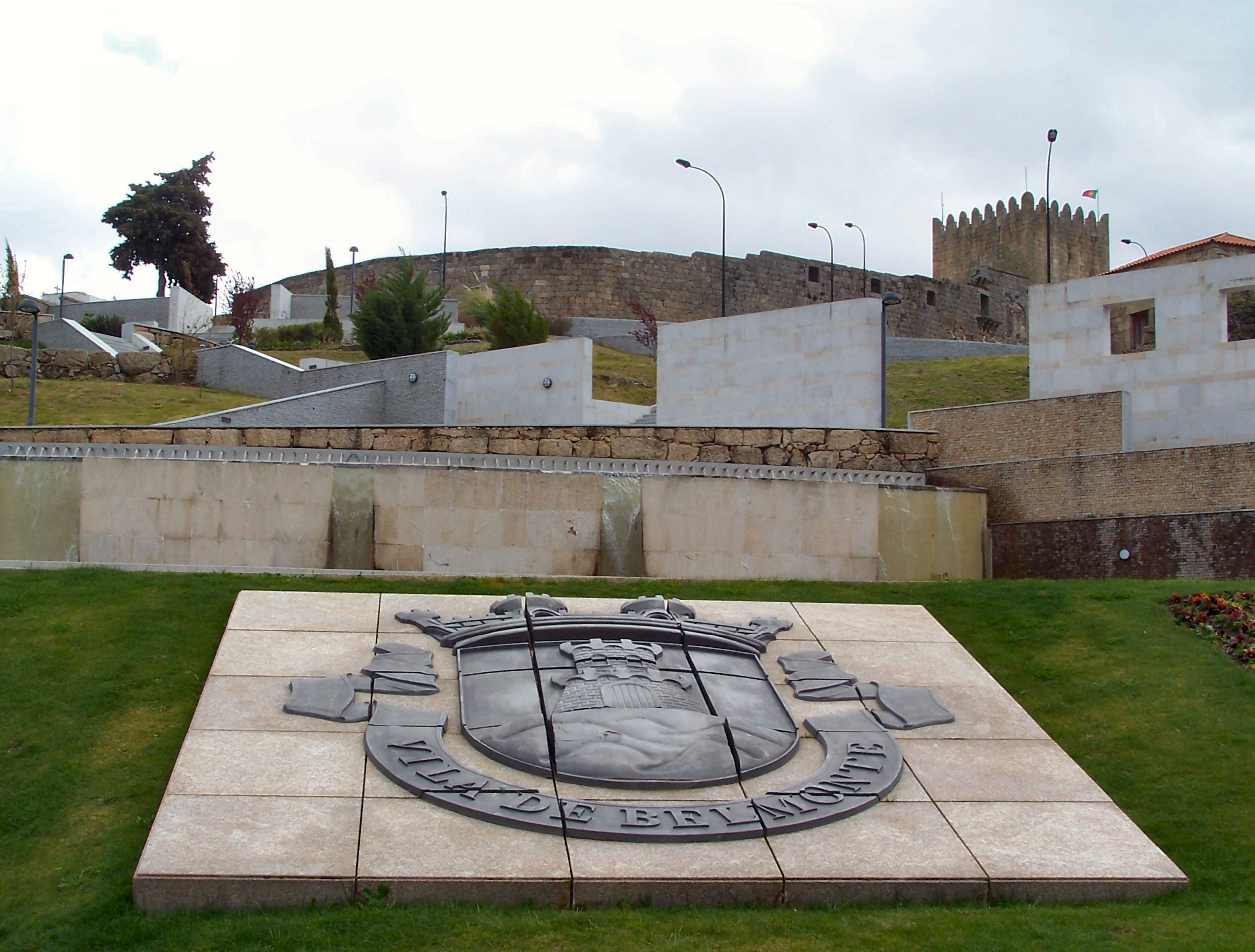